# Gandikota

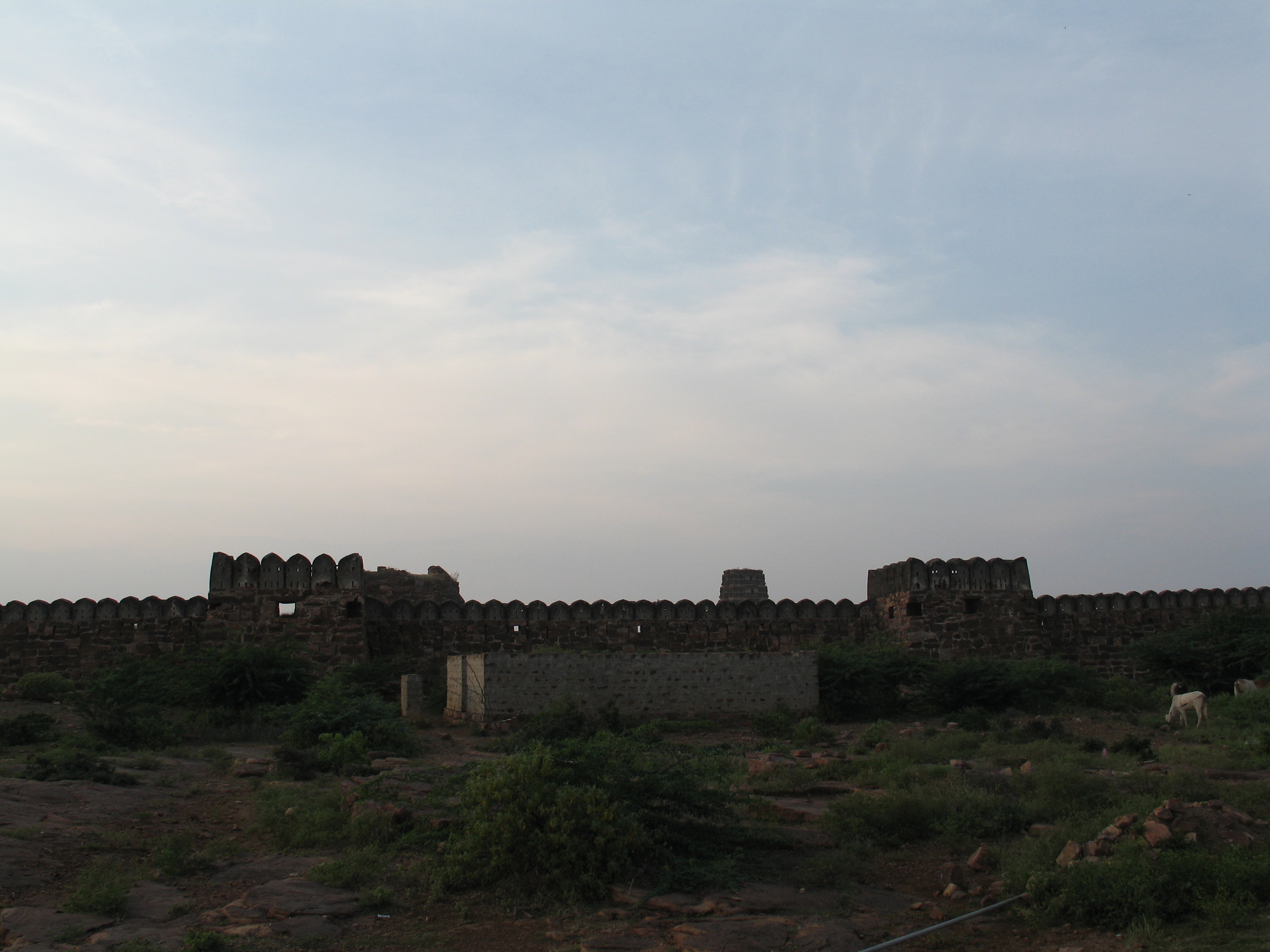
Una part del fort de Gandikota

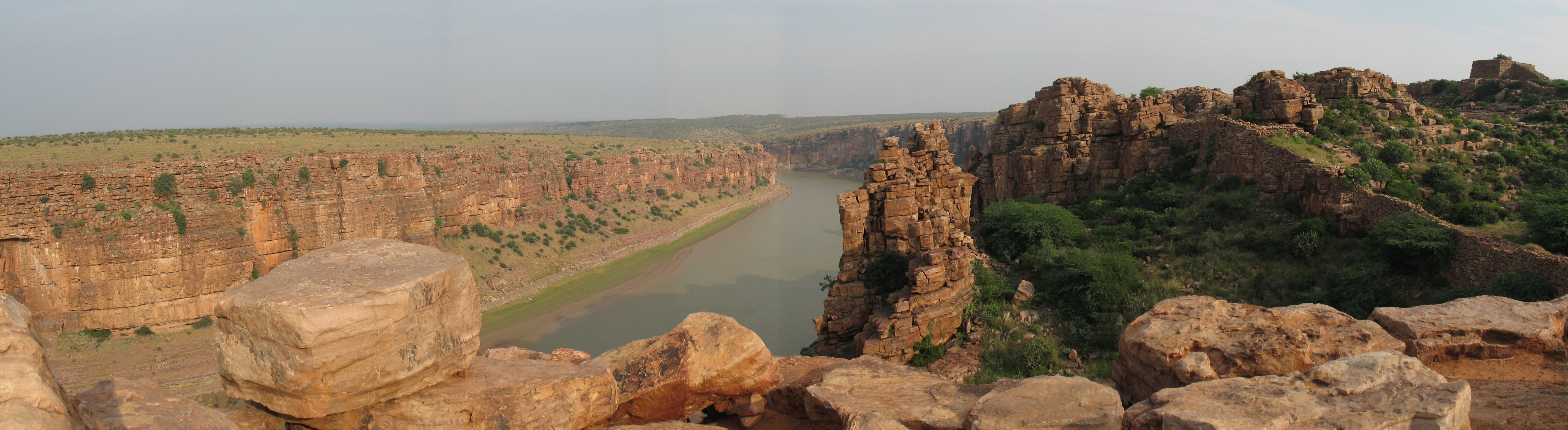
Panorama del riu Penner prop del fort de Gandikota

Gandikota o Gandikot (Fort de la Gorga) és una vila d'Andhra Pradesh al districte de Kadapa, famosa per una antiga fortalesa situada a una gorga al riu Penner a uns 515 metres d'altura. La vila tenia 973 habitants el 1881.
Segons la tradició fou fundada per un rei de nom Kapa, de Bommanapalle, una vila propera. El rei Harihara de Vijayanagar hi hauria construït un temple. No obstant segons l'historiador Ferishta, la fortalesa no fou construïda fins al 1589, capturada pel sultà de Golconda i governada per Mir Jumla. Després fou capital d'un dels cinc sarkars del Carnàtic fins que fou absorbit pel nawab de Cuddapah. Fou en aquest lloc que es va donar a conèixer Fateh Naik, el pare d'Haidar Ali de Mysore. Aquest va establir guarnició al fort, el qual fou capturat pel capità Little en la guerra contra el seu fill Tipu Sultan el 1791 (no estava ben defensat, ja que en cxas contrari era impossible de conquerir).